# Kolegijska cerkev sv. Juliane
Kolegijska cerkev sv. Juliane de Santillana del Mar (Kantabrija, Španija), kateri to kantabrijsko mesto (Sant Iuliana-Santillana) dolguje svoje ime, je eden najbolj reprezentativnih romanskih spomenikov v regiji. 12. marca 1889 je bila razglašena za nacionalni spomenik Španije.
Leta 2015 je Unesco odobril razširitev Camino de Santiago v Španiji na »Routes of Santiago de Compostela: Camino Francés and Routes of Northern Spain«, tako je bil vključen tudi del obalne poti.

## Zgodovina in opis
Domnevno je bila mlada Julijana iz Nikomedije mučena v Mali Aziji (danes Turčija) med preganjanji, ki jih je cesar Dioklecijan izvajal konec 3. stoletja, njene ostanke pa je v 9. stoletju neki romar pripeljal na to mesto v Kraljevini Asturiji. V času kralja Alfonza III. Asturijskega (Dokumenti ga navajajo leta 870) je bila s posvetovanjem svetnice zgrajena eremitaža, kjer so varovali in častili njene relikvije, kasneje pa samostan, ki je uspeval pod zaščito lokalnega plemstva. Kralj Ferdinand I. Kastiljski je leta 1045 dal dokončni zagon z podelitvijo pomembnih privilegijev, od katerih je eden postavil mesto in njegovo posest pod suverenost opata.
Prvotni tempelj je v romanskem obdobju v 12. stoletju nadomestil tisti, ki se je z različnimi dopolnitvami in reformami ohranil do danes. Sprva je bil benediktinski samostan, v 11. stoletju pa je pridobil status kolegijske cerkve, ki jo upravlja skupnost kanonikov svetega Avguština. Od takrat naprej je s plemenito pomočjo postal najpomembnejši tempelj v Kantabriji.
Gradbena shema predstavlja cerkev s tremi ladjami s štirimi travejami in transeptom, tremi polkrožnimi apsidami, valjastim stolpom in kupolo nad transeptom. Kompleks je zaključen s križnim hodnikom in opatijskimi prostori. Glavna ladja je širša od stranskih in enaka tirnici transepta, zato ima transept kvadratni tloris. Kraka transepta ne štrlita iz stranskih sten, zato jih ni mogoče videti od zunaj. Zaključki treh ladij sestavljata dve razporejeni polkrožni apsidi. Ob vznožju glavne ladje je bil postavljen zvonik s kvadratnim tlorisom, ki je po zunanji podobi podoben tistemu, ki stoji na transeptu, kar daje podobo simetrije tistim, ki cerkev opazujejo z južnega pročelja.
V formalnem in dekorativnem pogledu moramo omeniti obstoj glavnih vrat, odprtih na južni strani, ki omogočajo dostop s trga in drugih na severni steni, ki povezujejo cerkev s križnim hodnikom. Na koncu prvih so v poznejših časih uredili trikotni pediment z renesančnim čelom, ki je nadomestil prvotni romanski napušč; prikazuje nišo, ki vsebuje podobo svete Julijane in hudiča. Tudi galerija petnajstih lokov, ki poteka po zgornjem delu južnega vhoda, ni izvirna. Portal tvorijo gladki arhivolti; nad njim je postavljena vrsta dokaj propadlih človeških figur, z mandorlo na sredini, ki jo podpirajo štirje angeli, v katerih je uokvirjen sedeči Kristus Pantokrator.
Ladje so pokrite z rebrastimi oboki, kraki transepta pa s polkrožnimi oboki; apside so pokrite s pečnimi oboki. Nad transeptom je kupola v obliki kvadratnega stolpa, v notranjosti katere na nižji ravni od strehe stoji kupola izven središča, ki počiva na pendantivih.
Poseben element je križni hodnik, ki je bil konec 12. in v začetku 13. stoletja prizidan na severno steno cerkve. V prvi fazi bi zgradili južno krilo in del zahodnega krila; v 13. stoletju bi to krilo dokončali in zgradili severno krilo. Vzhodna stran je iz poznejšega obdobja (16. stoletje) in ne sledi smernicam romanskega sloga.
Galerije tvorijo polkrožni loki, ki jih podpirajo parni ali štirikratni stebri. Skupaj je 43 kapitelov, od katerih so najstarejši, tisti na južni strani in prvi del na zahodni strani, zgodovinsko opremljeni z rezbarijami pomembnih zaslug, najnovejši pa imajo rastlinsko tematiko.

## Galerija
- Vhod.
- Detajl portala
- Absida
- Kapitel
- Kapitel
- Heraldična plošča v kapeli Polanco
- Zunanjost križnega hodnika
- Grob sv. Juliane, notranjost cerkve